# Nectomys
Nectomys is een geslacht van zoogdieren uit de familie van de Cricetidae. De wetenschappelijke naam van het geslacht werd in 1861 gepubliceerd door Wilhelm Peters.

## Soorten
Er worden 6 soorten in dit geslacht geplaatst:
- Nectomys apicalis W. C. H. Peters, 1861
- Nectomys magdalenae O. Thomas, 1897
- Nectomys palmipes J. A. Allen & F. M. Chapman, 1893
- Nectomys rattus (von Pelzeln, 1883)
- Nectomys saturatus O. Thomas, 1897
- Nectomys squamipes (Brants, 1827)

Aegialomys · Amphinectomys · Casiomys · Cerradomys · Drymoreomys · Eremoryzomys · Euryoryzomys · Handleyomys · Holochilus · Hylaeamys · Lundomys · Megalomys · Megaoryzomys · Melanomys · Microakodontomys · Microryzomys · Mindomys · Neacomys · Nectomys · Nephelomys · Nesoryzomys · Noronhomys · Oecomys · Oligoryzomys · Oreoryzomys · Oryzomys · Pattonimus · Pennatomys † · Pseudoryzomys · Scolomys · Sigmodontomys · Sooretamys · Tanyuromys · Transandinomys · Zygodontomys